# FVW Medien

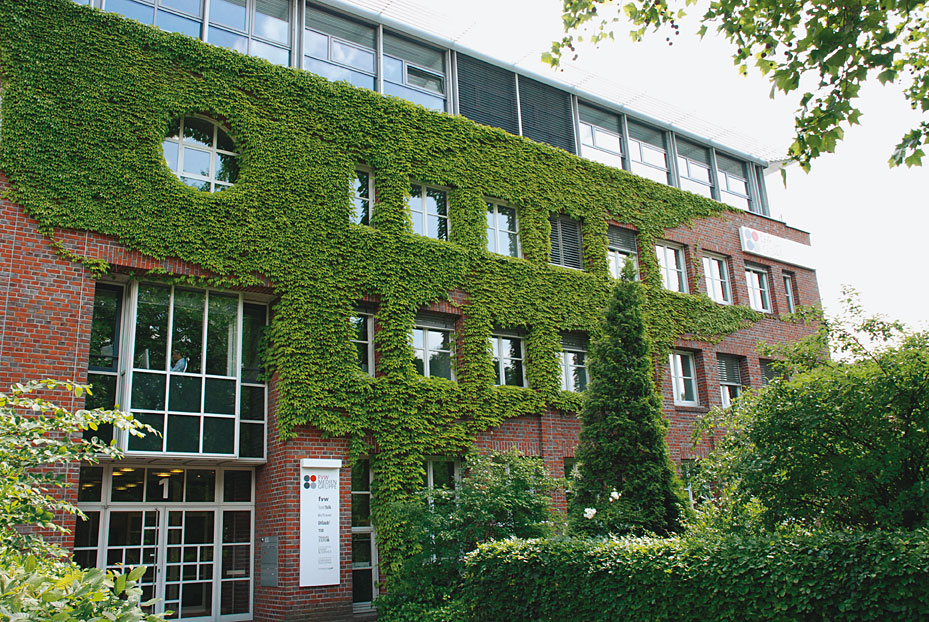
Verlagsgebäude der FVW Medien in Hamburg

Die FVW Medien GmbH ist ein Anbieter für Medien der Tourismusbranche. Der mittelständische Fachverlag beschäftigt aktuell knapp 100 Mitarbeiter mit Sitz in Hamburg. Er ist heute ein Tochterunternehmen des Deutschen Fachverlags.

## Geschichte
1967 wurde die fvw („Fremdenverkehrswirtschaft“) als Beilage der Verkehrszeitung Wico (Wirtschafts-Correspondant) im Verlagshaus Girardet & Co auf Initiative von Dieter Niedecken veröffentlicht. 1972 gründete Dieter Niedecken dann den Verlag Dieter Niedecken. Im Jahr 1986 zog der Verlag in die Räumlichkeiten einer Jugendstilvilla im Jungfrauenthal. 1990 wurde das Nachschlagewerk TID dazugekauft.
Nach dem Tod des Unternehmensgründers Dieter Niedecken im Jahr 1994 übernahmen seine Frau und seine Tochter, Ines Niedecken, die Geschäftsführung. In den darauf folgenden Jahren bis 1996 durchlief das Kernprodukt fvw eine Umwandlung von einer Zeitung hin zu einer Zeitschrift. 1997 erfolgte der Umzug in das aktuelle Verlagshaus in Wandsbek. Kurz darauf, 1999, wurde die Zeitschrift TravelTalk gegründet und im gleichen Jahr wurde der erste Internetauftritt eingerichtet. 2004 folgte die Gründung des Reisemagazins Urlaub Perfekt und zwei Jahre später das Magazin zum Geschäftsreisemarkt BizTravel.
Von 2010 bis 2012 war Ines Niedecken Geschäftsführerin des Verlagshauses. Zum 1. Januar 2013 übernahm der Deutsche Fachverlag FVW Medien als hundertprozentige Tochter. Vom 1. Juni 2013 bis 30. Juni 2015 teilten sich Marliese Kalthoff und Sönke Reimers die Geschäftsführung der FVW Medien GmbH. Zum 1. Juli 2015 übernahmen Marliese Kalthoff und Peter Kley die Geschäftsführung. Seit dem 1. Juli 2020 besteht die Geschäftsführung aus Ingo Becker und Klaus Esser. Ines Niedecken war bis zum 31. Dezember 2013 Herausgeberin und Mitglied des Aufsichtsrats. Seit dem 1. Januar 2014 gehören Klaus Kottmeier (dfv) und Peter Ruß (dfv) zum Aufsichtsrat. Zum Zeitpunkt der letzten eigenständigen Jahresabschlusses für das Jahr 2015 hatte das Unternehmen 100 Mitarbeiter.

## Publikationen, Produkte und Medien
Das Unternehmen verlegt Publikationen, vertreibt Produkte und veranstaltet Aktivitäten für ein Fachpublikum. Das Magazin fvw ist die größte Publikation der FVW Medien GmbH, unter deren Dach auch das Wochenmagazin TravelTalk für Reiseverkäufer und das Geschäftsreisemagazin BizTravel herausgebracht werden. Die fvw-Redaktion informiert die Branche darüber hinaus mit den täglichen Nachrichten auf verschiedenen Online-Portalen, wie fvw.de, traveltalk.de, biztravel.de und fvw.com und gestaltet verschiedene Fachverantatlungen, wie den fvw Kongress oder die Travel Expo. Die fvw Akademie ist zuständig für das Weiterbildungsangebot der FVW Medien GmbH. Des Weiteren gibt FVW Medien den TID, eine Kontaktdatensammlung der Touristikbranche als Online- und Printversion heraus.